# Muzeul de Arheologie din Săveni
Muzeul de Arheologie din Săveni este un muzeu județean amplasat în B-dul Dr. M. Ciucă nr. 40. 
Muzeul de Arheologie Săveni este situat într-o clădire monument de arhitectură de la sfârșitul secolul al XVII-lea, având codul BT-II-m-B-02009. Muzeul adăpostește un bogat material arheologic ce ilustrează istoria acestor locuri din paleolitic până în sec. IV d. Ch. Rețin atenția uneltele și armele din silex, vatra de foc cu oase de mamut carbonizate și o defensă (colț) de mamut descoperite în celebrele stațiuni paleolitice de la Ripiceni, Mitoc, Drăgușeni sau Coțușca. Bogat reprezentată este cultura neo-eneolitică Cucuteni cu splendida ceramică ce încântă prin grația formelor, armonia motivelor și cromatica în două sau trei culori. 
Epoca metalelor este reprezentată de numeroase unelte, arme și bijuterii: topoare cu gaură de înmănușare, cosoare din silex, greutăți din lut ars pentru plasa de pescuit, vase de ofrandă, mărgele din cornalină.
În două din încăperile muzeului este expusă Colecția Memorială "Mihai și Al. Ciucă”. Medicul malariolog Mihai Ciucă și fratele său, medicul veterinar Al. Ciucă, cu remarcabile realizări în domeniul științei și al învățământului superior universitar, sunt prezentați prin intermediul unor numeroase documente de stare civilă, fotografii, diplome și decorații, obiecte personale, lucrări științifice etc., care pun în valoare înalta lor ținută intelectuală și marele prestigiu de care s-au bucurat în epocă.